# Albert Pintó Pérez
Albert Pintó Pérez   (Terrassa, 28 d'octubre de 1985) és un director de cinema, guionista i publicista català. Graduat el 2007 en l'especialitat de Direcció a l'Escola Superior de Cinema i Audiovisuals de Catalunya, el 2012 hi va passar a ensenyar narrativa audiovisual.

## Carrera
Al principi es va assentar en l'àmbit dels curtmetratges, d'entre els quals destaca Nada S.A., que va rebre més de 60 premis i una nominació als premis Gaudí. En aquesta etapa també va col·laborar com a ajudant de direcció en la sèrie de TV3 Arròs covat. El seu llargmetratge de debut és amb Matar a Dios (2017), en què el va acompanyar Caye Casas. Ha treballat per a Netflix, Atresmedia Cine, Vancouver Media, Filmax, Bambú Producciones, Media Films, Warner Bros. i Alhena Productions, entre d'altres.
El 2020, en solitari, va estar al capdavant de la pel·lícula de terror Malasaña 32, que va recaptar més de 10 milions d'euros. El 2023, va dirigir el tercer film de la trajectòria, Nowhere, protagonitzat per Anna Castillo i Tamar Novas. Abans havia treballat per a Netflix en alguns capítols de La casa de papel i Sky Rojo. També està al darrere d'un episodi de Berlín, sèrie derivada de La casa de papel pendent d'estrenar.

## Vida personal
És cinèfil des de la infantesa, influenciat pel gust del seu pare i el seu oncle. De procedència egarenca, resideix des del 2016 a Sant Cugat del Vallès.

## Premis i nominacions
| Any  | Premi                                                     | Categoria                     | Receptor       | Resultat  | Ref.   |
| ---- | --------------------------------------------------------- | ----------------------------- | -------------- | --------- | ------ |
| 2015 | V Setmana de Cinema Fantàstic i de Terror de Girona       | -                             | Aún hay tiempo | Guanyador | [ 9 ]  |
| 2015 | Mostra de Cinema i Audiovisual Català                     | Millor Curtmetratge de Ficció | Aún hay tiempo | Guanyador | [ 10 ] |
| 2016 | Premis Gaudí de 2016                                      | Premi al Millor Curtmetratge  | Nada S.A.      | Nominat   | [ 2 ]  |
| 2017 | L Festival Internacional de Cinema Fantàstic de Catalunya | Premi del Públic              | Matar a Dios   | Guanyador | [ 11 ] |
| 2017 | L Festival Internacional de Cinema Fantàstic de Catalunya | Premi al Millor Curtmetratge  | RIP            | Guanyador | [ 11 ] |
| 2017 | Festival Internacional de Curtmetratges de Vila-seca      | Premi del Jurat Jove          | RIP            | Guanyador | [ 12 ] |

## Filmografia

### Pel·lícules
- Leaving New York (2008)
- A Fully Loaded (2008)
- Lucille (2010)
- Nada S.A. (2014)
- Aún hay tiempo (2014)
- Lo siento cariño (2015)
- Una historia de amor (2015)
- Matar a Dios (2017)
- RIP (2017)
- Malasaña 32 (2020)
- Asylum: Twisted Horror and Fantasy Tales (2020)
- Nowhere (2023)

### Sèries de televisió
- La casa de papel (2021)
- Sky Rojo (2021)
- Berlín (2023)